# Dunikowski Ridge
Dunikowski Ridge (polnisch Grań Dunikowskiego) ist ein 315 m hoher Gebirgskamm auf King George Island im Archipel der Südlichen Shetlandinseln. Er ragt mit nordwest-südöstlicher Ausrichtung nordöstlich der Legru Bay auf.
Teilnehmer einer von 1977 bis 1979 dauernden polnischen Antarktisexpedition nach King George Island benannten ihn nach dem polnischen Bildhauer Xawery Dunikowski (1875–1964). Das UK Antarctic Place-Names Committee übertrug am 3. April 1984 die polnische Benennung ins Englische.